# Камералізм

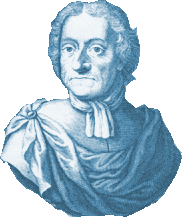
Ф. Л. фон Зекендорф

Камералі́зм (лат. camera — камера, державна скарбниця) — наука про управління. Політика, спрямована на акумуляцію грошових ресурсів усередині держави з метою досягнення незалежності самозабезпечення, по створенню матеріальних передумов для досягнення загального, духовного блага.

## Історія
Назва походить від слова camera — відомства, яке діє при дворі правителя, керує його активами і стягує данину і податки. Діяльність відомства дала початок цілій галузі знань — камералізму. На початку XVIII століття в Західній Європі, а з XIX століття — і в Росії в університетах виникли кафедри камералістики, на яких вивчалися адміністративні та економічні дисципліни.
Камералізм виріс на ґрунті відносно відсталої економічної, соціальної та політичної структури Німеччини, що було результатом Тридцятирічної війни (1618–1648). Економічна криза, що настала після неї, також була наслідком глибокого політичного розколу в державі.
Камералізм передбачав влаштовувати державне управління за функціональним принципом, тобто кожна установа повинна була відати своєю особливою сферою управління. Центральною ланкою були фінансові установи, які чітко ділилися на органи, зайняті збором коштів, органи, що зосереджували ці кошти і видавали їх на витрати, і, нарешті, органи, які вели незалежну фінансову звітність і контроль фінансів. У всіх установах діяли єдині принципи формуляра різного роду документів, затверджені правила «руху паперів», їх обліку та обігу в надрах канцелярії.
Вперше про нього написав у своїй знаменитій праці «Німецька князівська держава» в 1656 році Фейт Людвіг Зекендорф. Його ідеї розвинули відомі теоретики меркантилізму Й. Бехер, Ф. Герніг і В. Шредер, які бачили в державі головний двигун економічного розвитку. Державу вони вважали чимось на зразок «економічного товариства» в розділеному на класи суспільстві, яке покликане дбати про підвищення чисельності населення і про його добробут.
Одним з головних представників камералізму був Йоганн Генріх Готліб фон Юсті (1717–†1771), численні праці якого були присвячені вченню про внутрішньо державне управління, яке має метою загальне благо, щастя кожної окремої людини і всього суспільства. Оскільки економічна діяльність, що породжує конкуренцію, роз'єднує і розділяє людей, держава як особливий соціально-політичний інститут повинна була взяти на себе завдання приведення їх до згоди.
Теорії німецьких камералістів знаходили благодатний ґрунт в економічній дійсності Німеччини того часу. Не випадково, чільні імпульси до відродження країни виходили від князів та їх урядів.
Німецький камералізм надавав набагато більше значення зростанню населення, ніж європейський меркантилізм. У цьому позначалися не тільки наслідки Тридцятирічної війни, але і внутрішня фіскальна орієнтація німецьких монархів, що бачили в збільшенні продуктивності праці кожної окремої людини головний спосіб зростання державного добробуту.
До камералістських заходів належали також створення власних мануфактур, заборона на ввезення окремих товарів і експорт сировини, високі ввізні мита на певну продукцію, контроль якості, використання примусової праці тощо.